# Korieniewo (obwód kurski)
Korieniewo (ros. Коренево) – osiedle typu miejskiego w zachodniej Rosji, centrum administracyjne rejonu korieniewskiego w obwodzie kurskim i jednostka administracyjna (osiedle miejskie).

## Geografia
Miejscowość położona jest w dorzeczu Sejmu, 97 km od Kurska.
W granicach miejscowości znajdują się ulice: 141 Diwizii, 70 let Oktiabria, zaułek Bolnicznij, Dacznaja, Drużby, Imieni Gagarina, Imieni Gorkogo, Imieni Dzierżynskogo, Imieni K. Marksa, Imieni Kalinina, Imieni Kirowa, Imieni Krochina, Imieni Krupskoj, Imieni L. Tołstogo, Imieni Lenina, Imieni Mantulina, Imieni Ordżonikidze, Imieni Osipienko, Imieni Ostrowskogo, Imieni Swiatogo Sierafima Sarowskogo, Imieni Sierowa, Imieni Titowa, Imieni Frunzie, Imieni Czapajewa, Imieni Szołochowa, Imieni Engielsa, Jubilejnaja, Komsomolskaja, Krasnoarmiejskaja, Lesnaja, zaułek Łobanowskij, Mirnaja, Mołodiożnaja, Nadieżdy, Nowieńkoje, Nowostrojka, Oktiabrskaja, Parkowaja, zaułek Pierwomajskij, Pokrowskaja, Polewaja, Puszkina, Raboczaja, zaułek Radużnyj, Sadowaja, Sejmskaja, Sowietskaja, Sportiwnaja, Szkolnaja, Jubilejnaja, Zawodskaja, Zawodskaja 1-ja, Zawodskaja 2-ja, Zielonaja.

## Historia
Pierwsza wzmianka o miejscowości pochodzi z 1625 roku.
W 1869 r. przez miejscowość przechodziła linia kolejowa Moskwa – Kijów – Woroneż, zbudowano drogi dojazdowe i zajezdnię kolejową z warsztatem naprawczym. W listopadzie tegoż roku uruchomiono linię kolejową Kursk – Kijów ze stacją kolejową w Korieniewie. W 1894 uruchomiono ruch pociągów na wąskotorowym odcinku Korieniewo – Rylsk, a miejscowość stała się stacją węzłową.
W 1895 roku żona kupca Korieniewa wybudowała młyn przy stacji, a po pożarze tegoż za pieniądze z ubezpieczenia – fabrykę kaszy, która przetrwała do dziś.
W 1923 r. w miejscowości powstał sierociniec dla 40 dzieci z głodującego Powołża.
W 1932 roku stacja Korieniewo stała się centrum administracyjnym rejonu, którym wcześniej była wieś Korieniewo.
4 grudnia 1939 r. dekretem prezydium rady najwyższej RFSRR stacja kolejowa Korieniewo otrzymała status osiedla typu miejskiego.
Od 27 października 1941 r. do 8 marca 1943 r. osiedle było okupowane przez armię III Rzeszy. Miejscowość szczególnie upamiętniła Walentina Iwanowicza Krochina (ur. we wsi Żadino 14-letniego partyzanta rozstrzelanego przez władze okupacyjne w 1942 r.), m.in. rzeźbą w centrum osiedla.

## Demografia
W 2020 r. miejscowość zamieszkiwało 5201 osób.